# Sidi Abdelli
Pour les articles homonymes, voir Abdelli.
Sidi Abdelli (anciennement Les Abdellys pendant la colonisation française), est une commune de la wilaya de Tlemcen en Algérie.

## Géographie

### Situation
Le territoire de la commune de Sidi Abdelli est situé au nord-est de la wilaya de Tlemcen. Son chef-lieu est situé à environ 1 km à vol d'oiseau au nord-est de Tlemcen.
| Bensekrane | Wilaya d'Aïn Témouchent (Aghlal, Aoubellil) | Aïn Nehala  |
| Amieur     | Sidi Abdelli                                | Aïn Nehala  |
| Amieur     | Aïn Fezza, Ouled Mimoun                     | Aïn Tallout |

### Localités de la commune
En 1984, la commune de Sidi Abdelli est constituée à partir des localités suivantes :
- Sidi Abdelli
- Sidi Senoussi
- Allouia
- Taslit
- Sidi Benchiha
- Guetna
- Baouzine
- Taguera
- Tiloua
- Dar Kaïd

## Histoire
Lors de la colonisation, la ville est nommée Les Abdellys et fait partie du département d'Oran. En 1958, la commune fait partie du département de Tlemcen. Après l'indépendance, elle prend le nom de Sidi Abdelli.

## Démographie
Selon le recensement général de la population et de l'habitat de 2008, la population de la commune de Sidi Abdelli est évaluée à 18 222 habitants contre 5 439 en 1977:
| 1977  | 1987   | 1998   | 2008   |
| ----- | ------ | ------ | ------ |
| 5 439 | 11 240 | 16 496 | 18 222 |